# Ulrich Fülleborn
Ulrich Fülleborn (* 21. April 1920 in Ryczywół; † 16. November 2012) war ein deutscher Literaturwissenschaftler und Germanist. 

## Leben
Fülleborn wuchs in der Mark Brandenburg auf. Er studierte in Berlin und Hamburg Germanistik, Philosophie, Anglistik und Romanistik. Nach der Promotion am 24. Juni 1958 und der Habilitation 1964 wurde er 1965 als Ordinarius für Neuere deutsche Literaturgeschichte an die Universität Erlangen berufen. 
Seine Schwerpunkte waren die klassische Moderne, besonders die Autoren Kafka, Musil und Rilke, sowie der Frührealismus mit Büchner, Grabbe und Grillparzer.

## Schriften (Auswahl)
- Das deutsche Prosagedicht. Zu Theorie und Geschichte einer Gattung. Fink, München 1970, OCLC 1072466696.
- Das Strukturproblem der späten Lyrik Rilkes. Voruntersuchung zu einem historischen Rilke-Verständnis. Winter, Heidelberg 1973, ISBN 3-533-02299-4.
- Deutsche Prosagedichte vom 18. Jahrhundert bis zur letzten Jahrhundertwende. Eine Textsammlung. Fink, München 1985.
- Besitzen als besässe man nicht. Besitzdenken und seine Alternativen in der Literatur. Frankfurt am Main 1995, ISBN 3-458-16720-X.
- Die frühen Dramen Heinrich von Kleists. Paderborn 2007, ISBN 3-7705-4331-9.